# Hendrik I van Navarra
Hendrik de Dikke (Frans: Henri le Gros, Spaans: Enrique el Gordo) (Pamplona, ca. 1244 – 22/23 juli 1274) was koning van Navarra (als Hendrik I) en graaf van Champagne en Brie (als Hendrik III) van 1270 tot aan zijn dood.

## Jeugd
Hendrik was de jongste zoon van Theobald I van Navarra en Margaretha van Bourbon-Dampierre. Tijdens de regering van zijn kinderloze oudere broer Theobald II, trad hij op als regent gedurende Theobalds talrijke afwezigheden. In 1269 trouwde Hendrik met Blanca van Artesië, dochter van graaf Robert I van Artesië (broer van de toenmalige koning van Frankrijk, Lodewijk IX). Hij behoorde hierdoor tot de "Angevijnse" cirkel in de internationale politiek.

## Regering
Erkend als vermoedelijke troonopvolger tijdens zijn broers regering, volgde Hendrik zijn broer op in het koninkrijk Navarra en graafschap Champagne nadat Theobald II in december 1270 was overleden. De proclamatie van Hendrik I in Pamplona vond echter pas het volgende jaar, op 1 maart 1271, plaats, en zijn kroning werd uitgesteld tot mei 1273. Zijn eerste daad na het overlijden van zijn broer was het zweren de fueros van Navarra (wetten en gebruiken van het land) te zullen handhaven en dan hommage te doen bij Filips III van Frankrijk voor het graafschap Champagne.
Hendrik besteeg de troon op het hoogtepunt van een economische hoogconjunctuur in Navarra die nergens anders op het Iberische schiereiland zo'n hoge topen scheerde. Maar door het verdrag van Parijs (1259) waren aan de Engelsen rechten toegestaan in Gascogne die feitelijke de Navarrese toegang tot de Atlantische Oceaan afsneden (aangezien Frankrijk, Navarra's bondgenoot, in conflict lag met Engeland). Hendrik stond de Pamplonese versterkte stad van Navarrería toe zich los te maken uit de unie van San Cernin en San Nicolás, gevormd in 1266. Hij kende ook privileges toe aan de steden Estella, Los Arcos en Viana, waarmee hij de groei van de steden stimuleerde. Zijn relaties met de adel waren, over het algemeen genomen, vriendschappelijk, hoewel hij tot veel toegevingen was bereid om de vrede in zijn rijk te bewaren.
Hendrik zocht aanvankelijk territorium verloren aan Castilië te herwinnen door de opstand van de broer van koning Alfons X van Castilië, Filips, in 1270 te steunen. Hij zou zich uiteindelijk zijn steun onttrekken aan Filips en de voorkeur geven aan een alliantie te sluiten met Castilië door een huwelijk van zijn zoon Theobald met Alfons X zijn dochter Violante in september 1272. Dit mislukte door de dood van de jonge Theobald nadat deze van een kanteel van het kasteel van Estella was gevallen in 1273.

## Dood en nalatenschap
Hendrik zou kort na zijn zoon overlijden. Hij zou stikken, aldus de algemene opvatting in de bronnen, in zijn eigen vet. Zijn enige wettige nakomeling, een eenjarige dochter genaamd Johanna, volgde hem op met haar moeder Blanca als regentes. Johanna's huwelijk met de dauphin Filips de Schone, de toekomstige koning van Frankrijk, in datzelfde jaar (1284) verenigde de kroon van Navarra met die van Frankrijk en zag het graafschap Champagne veranderen in een Frans kroondomein.
In de De Goddelijke Komedie zag Dante Alighieri, een jongere tijdgenoot van Hendrik, Hendriks geest buiten de poorten van het Vagevuur, waar hij was samengeschoold met een aantal andere 13e-eeuwse Europese monarchen. Hendrik wordt slechts indirect vermeld als "schoonvader" van "de Plaag der Fransen".

## Voorouders
| Voorouders van Hendrik I van Navarra (1240-1274) | Voorouders van Hendrik I van Navarra (1240-1274)                                          | Voorouders van Hendrik I van Navarra (1240-1274)                                          | Voorouders van Hendrik I van Navarra (1240-1274)                                          | Voorouders van Hendrik I van Navarra (1240-1274)                                          | Voorouders van Hendrik I van Navarra (1240-1274)                                          | Voorouders van Hendrik I van Navarra (1240-1274)                                          | Voorouders van Hendrik I van Navarra (1240-1274)                                          | Voorouders van Hendrik I van Navarra (1240-1274)                                          |
| ------------------------------------------------ | ----------------------------------------------------------------------------------------- | ----------------------------------------------------------------------------------------- | ----------------------------------------------------------------------------------------- | ----------------------------------------------------------------------------------------- | ----------------------------------------------------------------------------------------- | ----------------------------------------------------------------------------------------- | ----------------------------------------------------------------------------------------- | ----------------------------------------------------------------------------------------- |
| Overgrootouders                                  | Hendrik I van Champagne (1126-1181) ∞ Maria van Frankrijk (1145-1198)                     | Hendrik I van Champagne (1126-1181) ∞ Maria van Frankrijk (1145-1198)                     | Sancho VI van Navarra (1132-1194) ∞ Sancha van Castilië (1137-1179)                       | Sancho VI van Navarra (1132-1194) ∞ Sancha van Castilië (1137-1179)                       | Gwijde II van Dampierre (–1216) ∞ 1196 Mathilde I van Bourbon (1165-1228)                 | Gwijde II van Dampierre (–1216) ∞ 1196 Mathilde I van Bourbon (1165-1228)                 | Gwijde III van Forez (1152/1160-1204) ∞ Alix van Sully (1160-1222)                        | Gwijde III van Forez (1152/1160-1204) ∞ Alix van Sully (1160-1222)                        |
| Grootouders                                      | Theobald III van Champagne (1179-1201) ∞ Blanca van Navarra (1177-1229)                   | Theobald III van Champagne (1179-1201) ∞ Blanca van Navarra (1177-1229)                   | Theobald III van Champagne (1179-1201) ∞ Blanca van Navarra (1177-1229)                   | Theobald III van Champagne (1179-1201) ∞ Blanca van Navarra (1177-1229)                   | Archimbald VIII van Bourbon (11197-1242) ∞ 1235 Alix van Forez (-)                        | Archimbald VIII van Bourbon (11197-1242) ∞ 1235 Alix van Forez (-)                        | Archimbald VIII van Bourbon (11197-1242) ∞ 1235 Alix van Forez (-)                        | Archimbald VIII van Bourbon (11197-1242) ∞ 1235 Alix van Forez (-)                        |
| Ouders                                           | Theobald IV van Champagne (1201-1253) ∞ 1232 Margaretha van Bourbon-Dampierre (1211-1256) | Theobald IV van Champagne (1201-1253) ∞ 1232 Margaretha van Bourbon-Dampierre (1211-1256) | Theobald IV van Champagne (1201-1253) ∞ 1232 Margaretha van Bourbon-Dampierre (1211-1256) | Theobald IV van Champagne (1201-1253) ∞ 1232 Margaretha van Bourbon-Dampierre (1211-1256) | Theobald IV van Champagne (1201-1253) ∞ 1232 Margaretha van Bourbon-Dampierre (1211-1256) | Theobald IV van Champagne (1201-1253) ∞ 1232 Margaretha van Bourbon-Dampierre (1211-1256) | Theobald IV van Champagne (1201-1253) ∞ 1232 Margaretha van Bourbon-Dampierre (1211-1256) | Theobald IV van Champagne (1201-1253) ∞ 1232 Margaretha van Bourbon-Dampierre (1211-1256) |